# チェチェン・イングーシ自治ソビエト社会主義共和国

1934年時点のチェチェン・イングーシ自治州の地図

現在のカフカス。チェチェン＋イングーシが、1957年から1992年までのチェチェン・イングーシ

チェチェン・イングーシ自治ソビエト社会主義共和国
Чечено-Ингушская Автономная Советская Социалистическая Республика  (ロシア語)
Нохч-Гӏалгӏайн Автономни Совецки Социалистически Республика  (チェチェン語)
Нохч-Гӏалгӏай Автономни Советски Социалистически Республика  (イングーシ語)

1957年のカフカース地方の地図

チェチェン・イングーシ自治ソビエト社会主義共和国（チェチェン・イングーシじちソビエトしゃかいしゅぎきょうわこく、ロシア語: Чечено-Ингушская Автономная Советская Социалистическая Республика、チェチェン語: Нохч-Гӏалгӏайн Автономни Совецки Социалистически Республика、イングーシ語: Нохч-Гӏалгӏай Автономни Советски Социалистически Республика）またはチェチェン・イングーシASSRは、ソビエト連邦内ロシア・ソビエト連邦社会主義共和国およびロシア連邦に、1934年から1944年までと1957年から1992年まで存在した自治共和国である。チェチェノ・イングーシとも呼ぶ。
現在のチェチェン共和国、イングーシ共和国および、1944年までは現在の北オセチア共和国の一部を領域とした。1957年以降の面積は1万9300平方キロメートル。首都はグロズヌイで、現在はチェチェン共和国の首都となっている。

## 歴史
チェチェン人とイングーシ人は元来同じ民族であったが、ロシア帝国の民族分断政策により、1859年、2つの民族に分けられた。1860年にはチェチェン州とイングーシ州が置かれた。
ロシア革命後の1921年、チェチェンとイングーシを含む一帯に山岳自治ソビエト社会主義共和国が設置された。1922年11月30日にはチェチェン自治州が、1924年7月7日にはイングーシ自治州が分離された。1934年、2自治州が合併し、チェチェン・イングーシ自治州となり、1936年にはチェチェン・イングーシ自治ソビエト社会主義共和国に昇格した。
第二次世界大戦中の1942年、チェチェン・イングーシの一部はナチス・ドイツの占領下となり、3万以上のチェチェン人が赤軍側で戦った。ソ連が支配権を回復した1944年、ヨシフ・スターリンの命により、チェチェン人とイングーシ人は全員が中央アジアやシベリアへ強制移住させられ、多くが死亡した。共和国は廃止となり、領域は北オセチア自治ソビエト社会主義共和国、ダゲスタン自治ソビエト社会主義共和国、グルジア・ソビエト社会主義共和国に分割された。
1957年、ニキータ・フルシチョフのスターリン批判により、チェチェン・イングーシ自治ソビエト社会主義共和国は再建され、生存者は帰還した。ただし、北オセチア領となった領域の一部は復帰せず、北オセチア領のままとなった。この領域をめぐって、ソ連崩壊後、イングーシ共和国が領有を主張してオセチア・イングーシ紛争が起こっている。
1990年11月、独立宣言。1991年5月にはチェチェン・イングーシ共和国に改名した。10月1日、チェチェン分離独立派はソ連からの独立を一方的に宣言し、イングーシ人居住地はイングーシ共和国として分割を宣言した。11月には共和国とロシア連邦との間で、独立を認めない代わりに共和国をチェチェン共和国とイングーシ共和国に分割することを合意したが、チェチェン・イングーシ共和国はその後も形式上存続した。1992年6月4日にイングーシ共和国の設置を認める大統領令が成立し、1993年1月9日に発効したことで、チェチェン・イングーシ共和国は正式にチェチェン共和国とイングーシ共和国に分割された。

## 住民
主な住民はチェチェン人、イングーシ人、ロシア人であった。1989年の統計では、民族構成は以下のとおりである。
- チェチェン人 - 95万6879人
- ロシア人 - 26万9000人
- イングーシ人 - 23万7438人

ただし、現在のこの地域では、チェチェン紛争などの政情不安によりロシア人の多くが域外へ脱出している。